# Sainte-Hélène, Gironde
 Sainte-Hélène, Gironde  là một xã thuộc tỉnh Gironde trong vùng Aquitaine tây nam nước Pháp. Xã này nằm ở khu vực có độ cao trung bình 43 mét trên mực nước biển.